# مقتل ستيفانو كوكي
مقتل ستيفانو كوكي وقع في روما في 22 أكتوبر 2009 بينما كان الشاب رهن الاحتجاز الاحترازي. في 4 أبريل 2022 أصدرت محكمة النقض العليا حكما نهائيا على الشرطيين أليسيو دي برناردو ورافائيل داليساندرو بالسجن لمدة اثني عشر عاما بتهمة القتل غير العمد. وقد شملت الإجراءات القانونية أيضا من ناحية أطباء مستشفى بيرتيني ومن ناحية أخرى ما زالوا يشركون بصفات مختلفة المزيد من قوات درك الكارابينييري. جذبت القضية انتباه الرأي العام بعد نشر صور التشريح والتي التقطتها بعد ذلك وكالات الأنباء والصحف وأخبار التلفزيون الإيطالية. ألهمت القصة أيضا الأفلام الوثائقية والأفلام الروائية.

## جريمة القتل
في 15 أكتوبر 2009 حوالي الساعة 11:30 مساء في فيا ليمونيا في منطقة أبيو كلاوديو في روما أوقفت قوات الدرك فرانشيسكو تيديسكو ستيفانو كوكي وهو مساح روماني يبلغ من العمر 31 عاما (من مواليد 1 أكتوبر 1978) غابرييلي أريستوديمو ورافاييلي داليساندرو وأليسيو دي برناردو وجايتانو بازيكالوبو جميعهم في الخدمة في محطة روما أبيا بعد رؤيتهم وهم يعطون إيمانويل مانشيني بعض الطرود الشفافة مقابل ورقة نقدية. وبملاحقته وتفتيشه عثر بحوزته على مواد مخدرة وبشكل أكثر تحديدا 20 غراما من مادة الحشيش مقسمة إلى 12 قطعة مختلفة الأحجام وثلاثة أغلفة من السيلوفان تحتوي على الكوكايين (بإجمالي 3-4 جرعات تقريبا) ومفصل وقرصين (تبين من التحليلات اللاحقة أن قرصا واحدا يحتوي على مادة خاملة والآخر بنزوديازيبين من نوع كلونازيبام يتم تسويقه تحت اسم ريفوتريل وهو دواء استخدمه ستيفانو كوكي لعلاج الصرع الذي كان يعاني منه). وبمجرد نقله إلى الثكنة صدر أمر بتفتيش منزل والديه وكانت النتيجة سلبية.
حتى هذه اللحظة كان ستيفانو كوكي بصحة جيدة ولم يشكو من أي آلام جسدية. في الساعة 2.15 رافق ستيفانو تيديسكو ودي برناردو وداليساندرو إلى مركز قيادة قوات الدرك في روما كاسيلينا ليخضع لاختبارات الصور وبصمات الأصابع. في هذه المناسبة كما شهد تيديسكو في عام 2018 وقع ضرب ستيفانو على يد داليساندرو ودي برناردو بعد مشاجرة نشأت بسبب حقيقة أن كوكي لم يرغب في الخضوع لتحقيقات قوات الدرك. ومن هناك وبعد نقله مرة أخرى إلى محطة روما أبيا تم نقله بعد ذلك إلى ثكنة تور سابينزا حيث أمضى الليل داخل إحدى الزنازين الأمنية. أثناء الليل حوالي الساعة 4.30 صباحا يوم 16 أكتوبر أبلغ الصبي الحارس المناوب أنه ليس على ما يرام لذلك تم استدعاء 118 لكن ستيفانو رفض فحصه.
في الصباح بناء على أوامر مكتب المدعي العام في روما تم نقل ستيفانو إلى محكمة بيازالي كلوديو بتكوين أحادي للتحقق من صحة الاعتقال والحكم المباشر السياقي بتهمة الجريمة المشار إليها في القانون الجمهوري رقم 309 لسنة 1990 (حيازة ونقل المواد المخدرة بقصد الإتجار). أثناء الجلسة أجاب ستيفانو على أسئلة القاضي وأعلن براءته من التهمة الموجهة إليه ("أعلن براءتي فيما يتعلق بتجارة المخدرات ولكني أعلن نفسي مذنبا فيما يتعلق بالحيازة للاستخدام الشخصي"). وذكر أنه كان مدمنا للمخدرات وأنه تمت متابعته في الماضي من قبل خدمات الإدمان على المخدرات في تور بيجناتارا وفيلا ماريني. وادعى أنه يعاني من الصرع ومرض الاضطرابات الهضمية وفقر الدم. وبعد الانتهاء من الاستجواب طلب النائب العام صحة الضبط وتطبيق إجراء الحبس الاحتياطي في السجن معتبرا تطبيق إجراء أخف غير فعال في مواجهة خطر تكرار جريمة الاتجار بالمخدرات. والتي نشأت من سوابق أثقلت عليه. لكن المدافع اعترض على صحة الاعتقال وطلب في حالة ثبوت الاعتقال تطبيق إجراء وجوب الحضور إلى الشرطة القضائية. تم انتقاد جلسة المصادقة لاحقا من قبل لويجي مانكوني مدير مكتب مكافحة التمييز العنصري في رئاسة المجلس لأنه في هذا السياق «عُزو كوكي جنسية أجنبية وحالة "التشرد" على الرغم من أنه كان مقيما منتظما في المدينة". بالفعل أثناء المحاكمة واجه كوكي صعوبة في المشي والتحدث وأظهر كدمات واضحة في عينيه وتحدث الصبي إلى والده قبل لحظات من الجلسة لكنه لم يبلغ عن تعرضه للضرب.
في نهاية الجلسة صدق القاضي على اعتقال ستيفانو كوكي وأمر بوضعه في الحبس الاحتياطي في سجن ريجينا كويلي. وبما أن المدافع طلب مهلة لإعداد الدفاع فقد تم تأجيل المحاكمة إلى يوم 13 نوفمبر التالي. بعد جلسة الاستماع ساءت حالة كوكي أكثر. في 16 أكتوبر في الساعة 11 مساء تم نقله إلى غرفة الطوارئ في مستشفى فاتيبينفراتيلي حيث تم الإبلاغ عن إصابات وكدمات في ساقيه ووجهه (مع كسر في الفك) وبطنه مع بيلة دموية وصدره (مع كسر في الجزء القطني الثالث والعصعص). ثم تمت التوصية بدخول المستشفى لكن المريض رفض وبالتالي تم إعادته إلى السجن.
في الأيام التالية وبسبب تدهور الأوضاع نُقل ستيفانو كوكي إلى جناح النزلاء في مستشفى ساندرو بيرتيني حيث توفي فجر يوم 22 أكتوبر ووقت وفاته كان وزنه 37 كيلوجراما فقط. بعد الجلسة الأولى حاولت الأسرة عدة مرات معرفة حالته البدنية أو على الأقل معرفة حالته البدنية ولكن دون جدوى ولم يسمعوا شيئا من قريبهم مرة أخرى إلا عندما ذهب ضابط قضائي إلى منزلهم لإخطار الأسرة إذن القاضي بإجراء تشريح الجثة.

## التحقيقات
بعد وفاة ستيفانو كوكي نفى موظفو السجن ممارسة العنف على الشاب وتم صياغة فرضيات مختلفة حول سبب الوفاة والذي يمكن أن يكون ناجما عن عواقب تعاطي المخدرات المفترض أو بسبب ظروف جسدية سابقة أو لرفضه دخول مستشفى "فاتيبينيفراتيللي". أعلن وكيل وزارة الخارجية كارلو جيوفاناردي أن ستيفانو كوكي مات فقط بسبب فقدان الشهية وإدمان المخدرات مؤكدا أيضا أن الصبي كان مصابا بفيروس نقص المناعة البشرية. وبعد ذلك تائب من هذه الأقوال الكاذبة واعتذر لأهله. في هذه الأثناء وللرد على الادعاءات الكاذبة حول وفاة كوكي نشرت الأسرة بعض الصور للشاب التي تم التقاطها في المشرحة والتي تظهر فيها صدمات حادة مختلفة بوضوح (وجه منتفخ وعين غائرة وفك مكسور وأسنان مدمرة) وحالة واضحة من سوء التغذية.
أثناء التحقيق في أسباب الوفاة ذكر أحد الشهود أن ستيفانو كوكي أخبره بأنه تعرض للضرب وطلب النزيل ماركو فابريزي أن يوضع في زنزانة مع ستيفانو (الذي كان بمفرده) لكن هذا الطلب رفضه الضابط الذي أشار بيده بالضرب وزعمت السجينة أناماريا كوستانزو أن الشاب أخبرها أنه تعرض للضرب بينما زعمت سيلفانا كابوتشيو أنها شاهدت بنفسها ضباط شرطة السجن وهم يضربون كوكي بعنف.
زعمت التحقيقات الأولية أن سبب الوفاة هو نقص الرعاية الطبية بسبب نقص السكر في الدم بشكل ملحوظ ووجود صدمة واسعة النطاق. تم العثور على تغيرات في وظائف الكبد وانسداد قسطرة المثانة مما منع الشاب من التبول (عند وفاته كانت لديه مثانة تحتوي على 1400 سم مكعب من البول مع صعود صندوق المثانة وضغط الهياكل البطنية والصدرية). كان من الممكن تجنب نقص السكر في الدم بشكل ملحوظ عن طريق إعطاء الجلوكوز.
وفقا للتحقيقات أيضا فإن ضباط شرطة السجون نيكولا مينيتشيني وكورادو سانتانتونيو وأنطونيو دومينيتشي قاموا بإلقاء الصبي على الأرض مما تسبب في إصابات في الصدر ثم قاموا بالركل واللكمات في الزنزانات الأمنية بمحكمة روما قبل وقت قصير من جلسة الاستماع إثبات الاعتقال. بالإضافة إلى ضباط شرطة السجن تم التحقيق مع الأطباء الثلاثة من قسم الطب المحمي في مستشفى ساندرو بيرتيني وهم: ألدو فييرو (رئيس الأطباء) وستيفانيا كوربي وروزيتا كابونيتي الذين زُعم أنهم لم يعالجوا الشاب وتركوه ليموت من الجوع. ودافعوا عن أنفسهم بالادعاء بأن الشاب هو الذي رفض العلاج.
في 6 نوفمبر 2009 تم العثور على 925 جراما من الحشيش و 133 جراما من الكوكايين في شقة يشغلها أحيانا ستيفانو كوكي وتملكها عائلته: أبلغ أقارب كوكي أنفسهم القاضي بوجود المخدرات. وتم الاستماع إلى الأب كشاهد على هذه الحقيقة. وبحسب المحامين فإن هذا السلوك يعد مؤشرا على استعداد الوالدين لتقديم أقصى قدر من التعاون للمحققين للتأكد من أسباب وفاة ستيفانو. في 14 نوفمبر 2009 اعترض مكتب المدعي العام في روما على جريمة القتل غير العمد ضد الأطباء الثلاثة في مستشفى بيرتيني وجريمة القتل غير العمد ضد ضباط شرطة السجن الثلاثة.
في 27 نوفمبر 2009 خلصت لجنة تحقيق برلمانية تم تشكيلها لتسليط الضوء على الأخطاء الطبية في منطقة نزلاء مستشفى بيرتيني في روما إلى أن ستيفانو كوكي توفي بسبب الإهمال العلاجي. في 30 أبريل 2010 طلب مكتب المدعي العام في روما توجيه لائحة اتهام للمشتبه بهم واتهم 6 أطباء و3 ممرضات من بيرتيني اعتمادا على مناصبهم بالتخلي عن شخص غير كفء تفاقمت بسبب وفاته (في البداية كانوا متهمين بالقتل غير العمد) ومساعدة والتحريض وإساءة استخدام المنصب والأيديولوجية الزائفة. أما فيما يتعلق بضباط السجن الذين اتهموا في البداية بالقتل غير العمد وإساءة استخدام السلطة فقد تم تخفيض التهمة الأولى إلى إصابة شخصية جسيمة لأنه وفقا لمكتب المدعي العام فإن كسر الفقرة العجزية سبق الضرب. تم تقديم ثلاثة عشر شخصا للمحاكمة. أحدهم مسؤول إدارة السجون الإقليمية كلاوديو مارشياندي حُكم عليه بمحاكمة مختصرة. وقد اتُهم بتحريض الدكتورة روزيتا كابونيتي المديرة الطبية المناوبة في مستشفى بيرتيني وقت دخول ستيفانو كوكي إلى المستشفى على تزوير السجلات الطبية لكوكي من خلال جعلها تكتب أن حالته الصحية لم تكن خطيرة بدرجة تمنعه من التعرض للمرض. تم إدخالهم إلى المستشفى في ذلك الهيكل كل هذا من أجل إخفاء مسؤوليات ضباط السجن. في البداية أدين وحكم عليه بالسجن لمدة عامين لكن محكمة الاستئناف ألغت الحكم بعد ذلك وبرأته. لكن في عام 2014 ألغت محكمة النقض حكم الاستئناف بسبب عيوب في التعليل وبالتالي عقدت محاكمة استئناف جديدة في عام 2016 والتي شهدت تبرئة المتهم مرة أخرى. وفي العام التالي أكدت محكمة النقض بشكل نهائي تبرئة مارشياندي.
أعقب القضية القانونية منذ البداية محامي العائلة الموثوق به المحامي فابيو أنسيلمو الذي كان يعرف كوكي شخصيا قبل الاعتقال والذي ساعد أخت كوكي خلال سبع سنوات من المحاكمات و45 جلسة استماع و120 شاهدا وعشرات الاستشارات الفنية.

## القضايا

### الدرجة الأولى
في 13 ديسمبر 2012 أثناء المحاكمة من الدرجة الأولى أثبت الخبراء الذين عينتهم المحكمة أن الشاب توفي بسبب نقص الرعاية الطبية والنقص الخطير في الغذاء والسوائل. وذكروا أيضا أن الإصابات التي تم العثور عليها بعد الوفاة يمكن أن تكون ناجمة عن الضرب أو السقوط العرضي وأنه " لا توجد عناصر تشير إلى إحدى الديناميكيات الضارة بدلا من الديناميكية الضارة الأخرى".
في 5 يونيو 2013 حكمت محكمة الجنايات الثالثة في روما على كبير الأطباء ألدو فييرو بالسجن لمدة عامين (مع وقف التنفيذ) وعلى ستيفانيا كوربي وفلامينيا برونو ولويجي دي مارشيس بريتي وسيلفيا دي كارلو الأطباء الأربعة بتهمة القتل غير العمد. الذي عالج ستيفانو كوكي أثناء إقامته في مستشفى بيرتيني بالسجن لمدة عام و4 أشهر لكل منهما (مع أحكام مع وقف التنفيذ للجميع). أخيرا حُكم على الدكتورة روزيتا كابونيتي التي أعدت السجلات الطبية لكوتشي أثناء دخوله المستشفى بالسجن لمدة 8 أشهر بتهمة الأيديولوجية الزائفة (مع وقف التنفيذ أيضا) في حين حُكم على الممرضات الثلاثة وضباط شرطة السجون الثلاثة الذين - وفقا لـ للقضاة - لم يكن ليساهم بأي شكل من الأشكال في وفاة كوكي.
لذلك بالنسبة للأطباء تم تخفيض جريمة التخلي عن شخص غير كفء إلى القتل غير العمد. وكان رئيس الوزراء قد طلب أحكاما تتراوح بين 5 سنوات ونصف و6 سنوات و8 أشهر للأخير. كما طلب الحكم بالسجن لمدة 4 سنوات على الممرضات وسنتين على ضباط السجن. وكانت التهم الموجهة إلى الأخير هي الإصابة الشخصية وإساءة استخدام السلطة.
رافقت قراءة الحكم صرخات استياء من الجمهور في قاعة المحكمة.

### الاستئناف
في 31 أكتوبر 2014 وبحكم من محكمة الاستئناف في روما تمت تبرئة جميع المتهمين بما في ذلك الأطباء وعلى إثر ذلك أعلن محامي عائلة كوكي استئنافا أمام محكمة النقض بينما أعلنت شقيقته إيلاريا كوتشي أنها ستطلب مزيدا من التحقيقات من المدعي العام بيجناتوني وأنها ستواصل حملاتها لرفع مستوى الوعي العام بالقضية. تم اللقاء بين كوكي وبيجناتوني في 3 نوفمبر وبحسب كلمات المرأة تعهد المدعي العام بمراجعة جميع وثائق التحقيق منذ البداية. وفي اليوم نفسه قدمت نقابة شرطة السجون في سابي شكوى ضد إيلاريا كوكي لأنها "تحرض على الكراهية والشك تجاه فئة كاملة من الأشخاص العاملين في قطاع الأمن".

### النقض
خلال جلسة الاستماع العامة في 15 ديسمبر 2015 أمرت محكمة النقض بالإلغاء الجزئي لحكم الاستئناف وأمرت بمحاكمة جديدة لخمسة من الأطباء الستة (ولا سيما رئيس الأطباء ألدو فييرو والمساعدين ستيفانيا كوربي وفلامينيا برونو ولويجي بريتي دي مارشيس وسيلفيا دي كارلو) من مستشفى بيرتيني تمت تبرئتهم سابقا. وفقا للحكم فإن حالات كوكي المرضية الموجودة مسبقا والمصاحبة للصدمات المتعددة التي دخل المستشفى بسببها كان ينبغي أن تتطلب اهتماما أكبر وتحليلا متعمقا من جانب الأطباء.

### الاستئناف المكرر
في 18 يوليو 2016 برأت محكمة الاستئناف في روما الأطباء الخمسة من تهمة القتل غير العمد لأن "الحقيقة غير موجودة".

### النقض المكرر
أمر القسم الجنائي الأول بالمحكمة العليا في جلسة علنية بتاريخ 19 أبريل 2017 بإلغاء حكم الاستئناف الإضافي وأمر بإجراء محاكمة جديدة للأطباء الخمسة في مستشفى بيرتيني. وبحسب المحكمة فقد أظهر الأطباء إهمالا جسيما بسبب التأخير في التشخيص والعلاج ولهذا السبب اعتبر حكم البراءة متناقضا وغير منطقي. وفي اليوم التالي 20 أبريل 2017 بدأ قانون التقادم على الجريمة المزعومة.

### الاستئناف الثالث
في 23 مارس 2018 بدأت عملية الاستئناف الجديدة أمام القسم الثاني من محكمة الاستئناف في روما. ومن بين أمور أخرى انضمت بلدية روما أيضا كطرف مدني. وفي إطار الإجراءات تم إعداد تقرير فني جديد حول أسباب وفاة ستيفانو كوكي أجراه الطبيبان آنا أبريل وألويس سالر والذي يسلط الضوء وفقا للنيابة العامة ومحامي الطرف المدني على الإهمال في تصرفات النيابة العامة. في جلسة 6 مايو 2019 طلب نائب المدعي العام ماريو ريموس "عدم الاضطرار إلى المتابعة" ضدهم بسبب سقوط جريمة القتل غير العمد بالتقادم وهو الطلب الذي كان تمهيدا لتبرئتهم في الإجراءات الجنائية ولكن ليس لأغراض المسؤولية المدنية. مع الحكم الصادر في 14 نوفمبر 2019 برأ القضاة الدكتورة ستيفانيا كوربي من عدم ارتكاب الجريمة وأعلنوا أنه لا داعي للمضي قدما بسبب سقوط الجريمة ضد رئيس الأطباء ألدو فييرو والأطباء فلامينيا برونو ولويجي دي مارشيس بريتي وسيلفيا كارلو.

## التحقيق الثاني
بناء على طلب صريح من أفراد الأسرة أعاد مكتب المدعي العام في روما في سبتمبر 2015 فتح ملف التحقيق في القضية وأوكله إلى نائب المدعي العام جيوفاني موسارو. وكان محامي عائلة كوكي قد أوضح سابقا للقاضي أن قوات درك الكارابينيري ريكاردو كاساماسيما تلقى تهديدات من أجل الإدلاء بشهادة سلبية في عملية الاستئناف وأن الطرف المعني كان لديه سبب للاعتقاد بأن هذه التهديدات جاءت من واحد أو أكثر من السابقين الزملاء المشاركون في القضية.
في 30 يونيو 2015 أدلى ريكاردو كاساماسيما في هذه الأثناء بتصريحات عفوية للنائب موسارو أقنعه فيها بالحاجة إلى إعادة فتح التحقيق الذي استهدف بشكل خاص رجال الشرطة الموجودين في الثكنتين حيث تم التعرف على ستيفانو ثم احتجازه في غرفة الأمن لأول مرة. مكان كوكي بين مساء يوم 15 وصباح يوم 16 أكتوبر 2009 موعد جلسة المصادقة على الاعتقال. في الواقع ظهر على الفور تقريبا أنه خلافا لما ذكرته الوثائق الرسمية للقوة وما قاله بعض رجال الشرطة في المحاكمة السابقة بعد تفتيش المنزل لم يتم إعادة كوكي على الفور إلى محطة روما أبيا ولكن تم نقله أولا إلى ثكنات كومبانيا روما كاسيلينا من قبل الكارابينيري أليسيو دي برناردو ورافائيل داليساندرو وفرانشيسكو تيديسكو لالتقاط الصور ولأنه قاوم تعرض للضرب.
في ديسمبر 2015 أمر قاضي التحقيق بالحصول على رأي خبير لتحديد أسباب وفاة ستيفانو كوكي. تم تقديم نتيجة التقرير في أكتوبر 2016: حدد الخبراء سببين محتملين لوفاة كوكي وهما الوفاة المفاجئة بسبب الصرع وتصلب المثانة الناجم عن كسر في الفقرة العجزية بدوره بسبب الضرب من قبل الشرطة. ومع ذلك وبحسب الخبراء لم يكن من الممكن التأكد بشكل مؤكد من وجود علاقة سببية بين الضرب والوفاة على المستوى البيولوجي لأنه لو تم علاج المريض بشكل مناسب ربما كان سينجو. ومع ذلك بمجرد سماعهم خلال جلسة الاستماع للأدلة استبعد الخبراء الصرع كسبب للوفاة وأوضحوا أنه لو لم يتعرض كوكي للضرب فمن المحتمل أنه لم يكن ليموت مما يؤكد ضمنيا وجود علاقة سببية على المستوى القانوني.
في 17 يناير 2017 في ختام التحقيقات الأولية تم تقديم لائحة اتهام بالقتل غير العمد وإساءة استخدام السلطة ضد قوات درك الكارابينيري أليسيو دي برناردو ورافائيل داليساندرو وفرانشيسكو تيديسكو المتهمين بضرب كوكي بالصفعات واللكمات والركلات مما أدى إلى سقوطه وإحداث إصابات أصبحت مميتة بسبب إهمال الأطباء المعالجين له ولأنه على أية حال إخضاعه لإجراءات تقييدية لا يسمح بها القانون. كما كان على تيديسكو والمارشال روبرتو ماندوليني الذي كان وقت الأحداث قائد محطة روما أبيا الرد على تهمة التزوير الأيديولوجي لإغفال اسمي دي برناردو وداليساندرو في تقرير الاعتقال الذي وفقا للادعاء كان يهدف إلى إخفاء مسؤولية الأخير وتيديسكو نفسه عن وفاة ستيفانو كوكي. اضطر تيديسكو وماندوليني جنبا إلى جنب مع الضابط المختار فينتشنزو نيكولاردي الذي كان أيضا في الخدمة في محطة روما أبيا وقت الأحداث للرد أخيرا على تهمة التشهير لأنه أدلى بتصريحات كاذبة في المحاكمة السابقة ضد ثلاثة ضباط من شرطة السجن حيث تم استدعاؤهم للإدلاء بشهادتهم اتهموا ضمنيا ضباط شرطة السجن الثلاثة بضرب ستيفانو كوكي على الرغم من علمهم ببراءتهم.
في 24 فبراير 2017 تم إيقاف قوات الدرك الثلاثة المتهمين بالقتل غير العمد عن وظائفهم إلى أجل غير مسمى كإجراء احترازي.
في 10 يوليو 2017 قبل القاضي في الجلسة التمهيدية لمحكمة روما طلب إحالة المشتبه بهم إلى المحاكمة دون المساس بإمكانية عدم متابعة جريمة إساءة استخدام السلطة بسبب قانون التقادم.

### المحاكمة المعادة
عُقدت الجلسة الأولى للمحاكمة المعادة ضد قوات الدرك الخمسة الأوائل لأسباب مختلفة تتعلق بالقتل غير العمد والتزوير والافتراء في 16 نوفمبر 2017 أمام محكمة الجنايات الأولى في روما ومثل النيابة العامة نائب المدعي العام جيوفاني موسارو.
في جلسة 11 أكتوبر 2018 كشف المدعي العام عن الشكوى التي قدمها فرانشيسكو تيديسكو الذي أبلغ عما حدث في ثكنات كومبانيا روما كاسيلينا وأشار إلى أليسيو دي برناردو ورافائيلي داليساندرو باعتبارهما مرتكبي الضرب. كما أبلغ المدعي العام المحكمة بما ظهر في هذه الأثناء من التحقيقات ولا سيما محاولات التضليل.
خلال لائحة الاتهام أعرب المدعي العام جيوفاني موسارو عن نفسه على النحو التالي: "لقد أثبتنا حتى الآن أنه بعد وفاة ستيفانو كوكي لعدة أيام لم يتحرك قوات درك الكارابينيري ولم يجروا أي تحقيق داخلي. من 22 إلى 10 أكتوبر "في 26 أكتوبر لم يحدث شيء ثم في الفترة من 26 إلى 27 أكتوبر بدأت سلسلة كاملة من الملاحظات في الظهور ولكن ماذا حدث في 26 أكتوبر 2009 حتى قمت أخيرا بالتحرك لأنه يبدو من الوثائق أن كل ذلك مصدره وكالة الأمن القومي ذكرت الوكالة في الساعة 3.38 مساء يوم 26 أكتوبر 2009 حيث قدم باتريسيو جونيلا رئيس جمعية أنتيجون ولويجي مانكوني رئيس بون ديريتو أونلوس إعلانا عاما بشأن قضية كوكي ويقولان حرفيا: في وقت الاعتقال وهو وقت البحث بحسب ما أفادت عائلته كان ستيفانو كوكي بخير كان يمشي على قدميه ولم تكن هناك أي علامات من أي نوع على وجهه. وفي الصباح التالي للسماع المباشر يلاحظ الأب تورما في وجهه وعينيه. بهذه المذكرة لا تطالب أنسا غونيلا ومانكوني بالحقيقة فحسب بل تشيران إلى إطار زمني محدد كدليل على كيفية وضوح الحقائق على الفور قبل أن يبدأ أي شخص في خلط الأوراق".
مع الحكم الصادر في 14 نوفمبر 2019 اعترفت محكمة الجنايات في روما بأن عنصري الدرك المختارين أليسيو دي برناردو ورافاييل داليساندرو مذنبان بارتكاب جريمة القتل غير العمد وحكمت عليهما بالسجن لمدة 12 عاما وحرمانهما بشكل دائم من شغل مناصب عامة فضلا عن الحكم عليهما بالسجن لمدة 12 عاما وحرمانهما بشكل دائم من شغل مناصب عامة مع دفع المصاريف القانونية ومائة ألف يورو تعويضا لكل من والدي الضحية. تمت تبرئة عنصر الدرك فرانشيسكو تيديسكو من جريمة القتل غير العمد ولكن حُكم عليه بالسجن لمدة عامين و6 أشهر بتهمة التزوير وهي نفس الجريمة التي حُكم على عنصر درك الكارابينيري مارشال روبرتو ماندوليني بسببها بالسجن لمدة 3 سنوات و8 أشهر وتجريده من الأهلية لمدة 5 سنوات عن الوظائف العامة. فيما يتعلق بجريمة التشهير التي اتهمها تيديسكو وماندوليني ونيكولاردي ضد ضباط شرطة السجن الثلاثة المتهمين في المحاكمة الأولى فقد أعاد القضاة تصنيفها على أنها شهادة زور لكن تمت تبرئة الدركيين الثلاثة بصيغة "لأن الحقيقة لا تفعل ذلك لا تشكل جريمة". ومن خلال حكم منفصل ستقوم المحكمة بعد ذلك بتحديد التعويض النهائي لوالدي كوكي والأطراف المدنية (روما كابيتالي وسيتادينانزاتيفا وضباط شرطة السجون الثلاثة).
في 7 مايو 2021 أعادت محكمة الجنايات في روما في إصلاح جزئي للحكم الصادر في 14 نوفمبر 2019 تحديد الأحكام الصادرة ضد رافاييل داليساندرو وأليسيو دي برناردو (كل منهم 13 عاما في السجن) وروبرتو ماندوليني (4 سنوات). مؤكدا بقية حكم محكمة الجنايات (تبرئة تيديسكو من تهمة القتل الخطأ وتبرئة ماندوليني ونيكولاردي وتيديسكو نفسه من تهمة الحنث باليمين لم تطعن فيها النيابة العامة وبالتالي أصبحت نهائية بعد الجملة الابتدائية).
في 4 أبريل 2022 أدانت محكمة النقض العليا بشكل نهائي الشرطيين دي برناردو وداليساندرو بتهمة القتل غير العمد لكنها خفضت الأحكام الصادرة بحقهما إلى السجن لمدة 12 عاما. وفيما يتعلق بمواقف تيديسكو وماندوليني المتهمين بتصديق تقرير الاعتقال بشكل كاذب فقد أمرت المحكمة العليا بضرورة إجراء عملية استئناف جديدة. في 9 مايو التالي تم نشر أسباب الحكم: في رأي القضاة الأعلى فإن وفاة المساح الروماني على الرغم من أنها كانت ناجمة أيضا عن سلوك الإهمال اللاحق لأطباء مستشفى بيرتيني مرتبطة بشكل لا لبس فيه بالضرب على يد الشرطة برناردو وداليساندرو الذين لم يفشلوا في إدراك العواقب المحتملة لأفعالهم. ومع ذلك فيما يتعلق بمندوليني وتيديسكو وفقا للمحكمة العليا لم يُظهر قضاة الجدارة بشكل كاف رغبة ماندوليني في إخفاء مسؤوليات مرؤوسيه عن طريق حذف أسمائهم في تقرير الاعتقال الذي وقعه تيديسكو لاحقا أيضا وبالتالي الإلغاء صدر أمر بهذا الجزء من الحكم بإحالة المستندات إلى قسم آخر من محكمة الاستئناف في روما وكان من المقرر أن يبدأ قانون التقادم على الجريمة في 25 يوليو 2022.
في 21 يوليو 2022 عشية سقوط الجريمة بالتقادم حكمت محكمة الاستئناف في روما على ماندوليني وتيديسكو بالسجن لمدة 3 سنوات و6 أشهر وسنتين و4 أشهر على التوالي.
بتاريخ 31 أكتوبر 2023 ألغت محكمة النقض دون تأجيل حكم محكمة الجنايات الاستئنافية بسبب التقادم على جريمة الفكر الزائف مع تأييد الحكم على المتهمين بدفع تعويضات للأطراف المدنية.

## المحاكمة الثالثة (الخطأ)
في 20 يونيو 2018 قدم فرانشيسكو تيديسكو أحد المتهمين في ما يسمى بـ "المحاكمة المعادة" (والتي يعتبرها الكثيرون "شاهدا خارقا") شكوى ضد أشخاص مجهولين إلى مكتب المدعي العام في روما حيث اشتكى من اختفاء محضر توضيحي أعده يوم 22 أكتوبر 2009 وموجه إلى رؤسائه يبين فيه الأحداث التي وقعت ليلة 15 و16 أكتوبر سابقا. على وجه الخصوص وصف أنه شهد ضرب المساح الروماني في ثكنات شركة روما كاسيلينا على يد زملائه أليسيو دي برناردو ورافائيل داليساندرو وهو العنف الذي حاول عبثا وضع حد له.
بعد هذه الشكوى أطلق مكتب المدعي العام تحقيقا أسنده إلى نائب المدعي العام موسارو الذي دخل إلى الشرطة فرانشيسكو دي سانو وهو أحد حارسي ثكنة تور سابينزا الذي احتجز كوكي ليلة القبض عليه وهو ماسيميليانو كولومبو لابريولا الذي كان في ذلك الوقت قائدا لمركز روما تور سابينزا ولوتشيانو سوليجو في ذلك الوقت قائدا لمركز روما مونتي ساكرو التي تعتمد عليها مركز روما تور سابينزا وفرانشيسكو كافالو نائب قائد مجموعة روما في في ذلك الوقت: اتُهموا بتزوير مذكرتين للخدمة بشأن الحالة الصحية لستيفانو كوكي بهدف توجيه التحقيق نحو أشخاص ليس لديهم أي مسؤولية. تم الاستماع إلى العميد في البداية من قبل مكتب المدعي العام في روما كشخص مطلع على الحقائق وفي فبراير 2019 تم أيضا إدراج العميد أليساندرو كاسارسا الذي كان في ذلك الوقت قائد مجموعة روما في سجل الأشخاص الخاضعين للتحقيق بسبب أيديولوجية كاذبة.
بمجرد الانتهاء من التحقيقات في 14 أبريل 2019 تم تقديم طلب إجمالي لتوجيه الاتهام إلى 8 جنود من القوة: أليساندرو كاسارسا وفرانشيسكو كافالو ولوتشيانو سوليجو وماسيميليانو كولومبو لابريولا وفرانشيسكو دي سانو بتهمة التزوير الأيديولوجي ولورنزو ساباتينو الذي كان في عام 2015 قائدا لقسم العمليات في كارابينيري في روما وتيزيانو تيستارماتا الذي كان في عام 2015 قائد القسم الرابع من وحدة التحقيق في كارابينيري في روما بسبب عدم الإبلاغ والمساعدة على التحريض (في عام 2015 بعد أن أمرهم المدعي العام بالحصول على جميع المستندات المتعلقة بقضية كوكي كانوا قد فشلوا طوعا في إبلاغ السلطة القضائية بالزيف الأيديولوجي لمذكرتي الخدمة بشأن الظروف الصحية لستيفانو كوكي ولم يكونوا ليحصلوا على السجل الأصلي للتقارير المصورة لثكنات شركة كومبانيا روما كاسيلينا والتي تم تبييضها لإخفاء اسم ستيفانو كوكي واقتصر الأمر على الحصول على نسخة) وأخيرا لوكا دي سياني بتهمة التزوير والافتراء (في عام 2018 قام كتب مذكرة خدمة اتهم فيها الزميل ريكاردو كاساماسيما بطلب المال من إيلاريا كوكي زورا مقابل قول الحقيقة بشأن ضرب شقيقها).
عُقدت الجلسة التمهيدية الأولى في 21 مايو 2019 وفي 16 يوليو 2019 قبلت محكمة روما جميع طلبات المدعي العام وأمرت بتوجيه الاتهام إلى جميع المتهمين.
شهدت محاكمة التضليل جلسة الاستماع الأولى في 12 نوفمبر 2019 مع مثول الأطراف المدنية المكونة من وزارة الدفاع والدرك بالإضافة إلى جندي الكارابينيري ريكاردو كاساماسيما. في هذه الجلسة امتنع القاضي المنفرد فيديريكو بونا جالفانو عن التصويت بناء على طلب محامي عائلة كوكي لأنه كان ضابطا في الشرطة في إجازة. ثم استمرت المحاكمة في 16 ديسمبر 2019 مع القاضية جوليا كافالوني وفي يناير 2020 تم قبول وزارة الدفاع باعتبارها مسؤولة مدنيا في المحاكمة على الرغم من كونها طرفا مدنيا. بعد وفاة القاضي كافالوني في 17 أبريل 2020 تم استبدالها بالدكتور روبرتو نيسبيكا.
في 7 أبريل 2022 أعلنت محكمة روما أن المتهمين مذنبون بجميع الجرائم المنسوبة إليهم وحكمت على أليساندرو كاسارسا بالسجن لمدة 5 سنوات وحرمانه بشكل دائم من تولي مناصب عامة وعلى فرانشيسكو كافالو ولوتشيانو سوليجو بالسجن لمدة 4 سنوات ومنعهما من شغل أي منصب عام. الذين شغلوا مناصب عامة لمدة 5 سنوات ولوكا دي شياني بالسجن لمدة سنتين و6 أشهر وتيزيانو تيستارماتا وماسيميليانو كولومبو لابريولا بالسجن لمدة سنة وتسعة أشهر (الحكم مع وقف التنفيذ لكليهما) ولورينزو ساباتينو وفرانشيسكو دي سانو إلى سنة واحدة و السجن 3 أشهر (مع وقف التنفيذ لكليهما).

## المحاكمة الرابعة (الضلال وشهادة الزور)
من المحاكمة بتهمة التضليل نشأ تحقيق آخر في وقت لاحق حيث كان عنصري درك كارابينيري ماوريتسيو بيرتولينو الذي كان في الخدمة في مركز تور سابينزا وقت وقوع الوقائع المتنازع عليها وفورتوناتو بروسبيرو قائد قسم الحوادث والشرطة القضائية في ذلك الوقت من وحدة العمليات الراديوية المتنقلة في روما وزميل الأخير جوزيبي بيري وهم متهمون بصفات مختلفة بالتضليل: في الواقع يتهم بيرتولينو بمحاولة إخفاء وجود بعض الوثائق المتعلقة باعتقال ستيفانو كوكي في ثكنة تور سابينزا في حين أن بروسبيرو وبيري متهمان بتحريض الكارابينيير لوكا دي تشياني الذي حكم عليه بالفعل بهذه الوقائع في المحاكمة السابقة بالسجن لمدة عامين و 6 أشهر بتهمة التشهير بزميله ريكاردو كاساماسيما. الثلاثة متهمون أيضا بالحنث باليمين بسبب الإدلاء بأقوال كاذبة في المحاكمة السابقة بتهمة التضليل. ستعقد جلسة الاستماع الأولية في 21 ديسمبر 2023. ومن بين الأطراف المتضررة وزيرة العدل إيلاريا كوكي ووالدها جيوفاني وضباط شرطة السجن الثلاثة المتهمين في المحاكمة الأولى وكارابينيير ريكاردو كاساماسيما.

## التأثير على الرأي العام
بفضل نشاط أخته إيلاريا كوكي حظيت القضية بتغطية إعلامية كبيرة وكان لها تأثير ملحوظ على الرأي العام الإيطالي حيث سلطت الضوء من بين أمور أخرى على حالات أخرى مماثلة لأشخاص ماتوا في السجن دون سبب. ولم يتم تأكيد حالات الوفاة حتى الآن (26 حالة في عام 2009 وحده).
يقول لويجي مانكوني وفالنتينا كالديرون على التوالي رئيس ومدير منظمة بون ديريتو أونلوس التي تابعت الأمر منذ اللحظة الأولى والتي نظمت المؤتمر الصحفي في 29 أكتوبر في مجلس الشيوخ ما يلي: "بعد ظهر يوم 27 أكتوبر 2009 تلقينا ما يلي: تلك الصور من عائلة ستيفانو كوكي كانت صورا قاسية حقا ذات حيوية شديدة وتأثير وحشي ولم تثبت تلك الصور بشكل لا لبس فيه وقوع العنف فحسب بل تتبعت ديناميكياته بطريقة ما ورسمت نوعا من التشريح تحدثنا مع إيلاريا شقيقة ستيفانو في صباح يوم 28 أكتوبر وأخبرناها أننا نعتقد أنه من الخطأ مجرد التعبير عن رأينا بشأن فرصة نشر تلك الصور للعامة وأننا سننتظر قرارهم. كنا سنلتزم بذلك بشكل صارم ومرت حوالي ثلاث ساعات ونصف وأخبرتنا إيلاريا أن الأسرة قررت نشر تلك الصور في اليوم التالي (في ذلك الوقت لم تكن إيلاريا قد رأتها بعد). لذلك قمنا خلال المؤتمر الصحفي بتوزيع مجلد يحتوي على بعض الصور وأذننا بنشرها".
الصحيفة التي تسببت في انفجار "قضية كوكي" كانت سي إن آر للإعلام ثم أخرجها ويليام بيكارو الذي قرر نشر صور تشريح جثة ستيفانو كوكي على موقعه على الإنترنت وهي اللقطات التي سلمتها عائلة كوكي إلى الصحف الرئيسية مع طلب عبثي للنشر. وكان للصور على الفور تأثير قوي على الرأي العام والتقطت خبر نشرها وكالات الأنباء الرئيسية وبالتالي الصحف الرئيسية والبرامج الإخبارية التلفزيونية. وفي غضون ساعات قليلة انتشرت اللقطات عبر الويب بأكثر من خمسة ملايين نقرة في أقل من أسبوع. كشفت إيلاريا كوكي: " لقد كانت نقطة التحول لو لم يتخذ ويليام بيكارو قرارا بنشر صور أخي لما كانت هناك على الأرجح قضية كوكي على الإطلاق".
في الصحافة الدولية يتم تحليل القصة في كل من الولايات المتحدة وفرنسا. تم ذكر ذلك أيضا في التقرير السنوي لعام 2010 لمنظمة ستيت ووتش وهي منظمة غير حكومية تراقب وتسجل حالة الحقوق المدنية في أوروبا.

## التأثير الثقافي
الفيلم الوثائقي "ستيفانو 148 - وحوش الجمود" تم إنتاجه حول هذا الموضوع بواسطة ماوريتسيو كارتولانو برعاية منظمة العفو الدولية ومنظمة أرتيكولو 21 وتم تقديمه في مهرجان روما السينمائي. كما خصصت المقالة الاستقصائية "شرطة سيئة" التي كتبها أدريانو تشياريلي تحليلا شاملا لهذه المسألة.
في عام 2018 أخرج أليسيو كريمونيني الفيلم "على بشرتي" من إنتاج سينماونديتشي وتوزيع لاكي ريد ونتفلكس وتم اختياره ليكون الفيلم الافتتاحي لقسم "آفاق" في مهرجان البندقية السينمائي الدولي الخامس والسبعين مستوحى من أحداث وفاة ستيفانو كوكي الذي يلعب دور البطولة أليساندرو بورغي. يصف الفيلم صبيا ضعيفا ومذنبا شديد الإدراك وحساسا لكنه "يعاني من سوء معاملة غير مبررة وبالتالي لا تطاق" وهو يتعمق في أعماق الشاب معززا بالمساهمة المحتملة لأولئك الذين عرفوه بعمق علم النفس الأكثر حميمية له.
على مر السنين تم نشر العديد من الكتب حول قضية كوكي. ومن بين الدراسات يمكن أن نذكر: الموت لم يقتلني. قصة ستيفانو كوكي الذي قُتل مرتين على يد الدولة الإيطالية بقلم لوكا موريتي وتوني برونو عن فيلم كاستيلفيتشي (2010) لقد بحثوا عن روحي. تاريخ ستيفانو كوكي بقلم دوتشيو فاتشيني لموقع اقتصاد آخر (2013) جسد الجريمة بقلم كارلو بونيني لفيلترينيلي (2016). من بين المقالات التي تناولت قضية كوكي ضمن تحقيقات أوسع نطاقا: عندما تقتل الدولة بقلم توماسو ديلا لونجا وأيضا أليسيا لاي لكاستيلفيتشي (2011) "عندما فتحوا الزنزانة". ستيفانو كوتشي والآخرون بقلم لويجي مانكوني وفالنتينا كالديرون لصالح الفاحص (2011، 2013).
في عام 2018 رويت قصة ستيفانو كوكي أيضا في الرواية المصورة الظلام. "الليلة الطويلة" لستيفانو كوكي مع نصوص لإيمانويل بيساتيني وفلوريانا بولفون ورسوم توضيحية لدومينيكو إسبوزيتو وكلوديا جولياني.
كوكي صديق الملاكم المحترف إيمانويل ديلا روزا يقدر الملاكمة ويمارسها. ولهذا السبب تم تخصيص النصب التذكاري لستيفانو كوكي له في عام 2010.

## الإهداءات الموسيقية
في أعقاب الاحتجاج الإعلامي الذي أحاط بقضية كوكي قام العديد من الفنانين المشهورين إلى حد ما بتأليف الأغاني المخصصة لستيفانو أو التي تم ذكر قضيته. وفيما يلي تلك ذات الصلة الموسوعية:
- عدو الشعب من ألبوم مذنب (2010) للمخرج نويز ناركوس
- كلهم يغنون من الألبوم هذا سيلفادو (2011) لبريمو وسكوارتا
- فيرمي كون لو ماني من ألبوم التحالف لايف (2011) لفابريزيو مورو
- ماليفيرا من ألبوم لا نفس القارب (2011) لغرانا 24
- الكل في سلاسل من إيبي الأسوأ (2011) بقلم إيميس كيلا